# Sámuel Ajtai
Sámuel Ajtai (n.? 1774, Oradea-d.8 ianuarie 1818, Satu Mare) a fost un scriitor, traducător maghiar din Transilvania.